# Chen Feifei
Chen Feifei (15 maart 1997) is een Chinees voormalig baanwielrenster die gespecialiseerd was in de sprintonderdelen zoals de teamsprint In 2019 won ze de 500m tijdrit en de teamsprint tijdens de Aziatische kampioenschappen baanwielrennen. In 2019 en 2020 nam ze deel aan de wereldkampioenschappen baanwielrennen.

## Belangrijkste resultaten
| Jaar | CN | AK                        | WK            | Overig |
| ---- | -- | ------------------------- | ------------- | ------ |
| 2019 |    | teamsprint · 500m tijdrit | 8e teamsprint |        |
| 2020 |    |                           | teamsprint    |        |